# Воскресенский сельсовет (Алтайский край)
Воскресенский сельсовет — муниципальное образование со статусом сельского поселения и административно-территориальное образование в Заринском районе Алтайского края России. Административный центр — село Воскресенка.

## Население
| 1997 | 1998 | 1999 | 2000 | 2001 | 2002 |
| ---- | ---- | ---- | ---- | ---- | ---- |
| 626  | ↗643 | ↘616 | ↘615 | ↘614 | ↘602 |
| 2003 | 2004 | 2005 | 2006 | 2007 | 2008 |
| ↘561 | ↘539 | ↘515 | ↘512 | ↘494 | ↘473 |
| 2009 | 2010 | 2011 | 2012 | 2013 | 2014 |
| ↘425 | ↗435 | ↘433 | ↘428 | ↘415 | ↘400 |
| 2015 | 2016 | 2017 | 2018 | 2019 | 2020 |
| ↗401 | ↘399 | →399 | ↘370 | ↘366 | ↘358 |
| 2021 |      |      |      |      |      |
| ↘351 |      |      |      |      |      |

По результатам Всероссийской переписи населения 2010 года, численность населения муниципального образования составила 435 человек, в том числе 208 мужчин и 227 женщин. Оценка Росстата на 1 января 2012 года — 428 человек.

## Населённые пункты
- В состав сельского поселения входит один населённый пункт — село Воскресенка.